# Bogo (Bomborokuy)
Pour les articles homonymes, voir Bogo.
Bogo est une commune située dans le département de Bomborokuy de la province de Kossi au Burkina Faso.